# Couesmes
Couesmes é uma comuna francesa na região administrativa do Centro, no departamento Indre-et-Loire. Estende-se por uma área de 18,81 km². Em 2010 a comuna tinha 525 habitantes (densidade: 27,9 hab./km²).